# Maski przodków (Rzym)

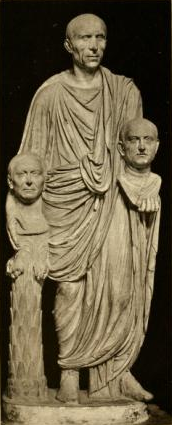
Dostojny Rzymianin z portretowymi podobiznami przodków (tzw. Togatus Barberini), rzeźba z I w. p.n.e.

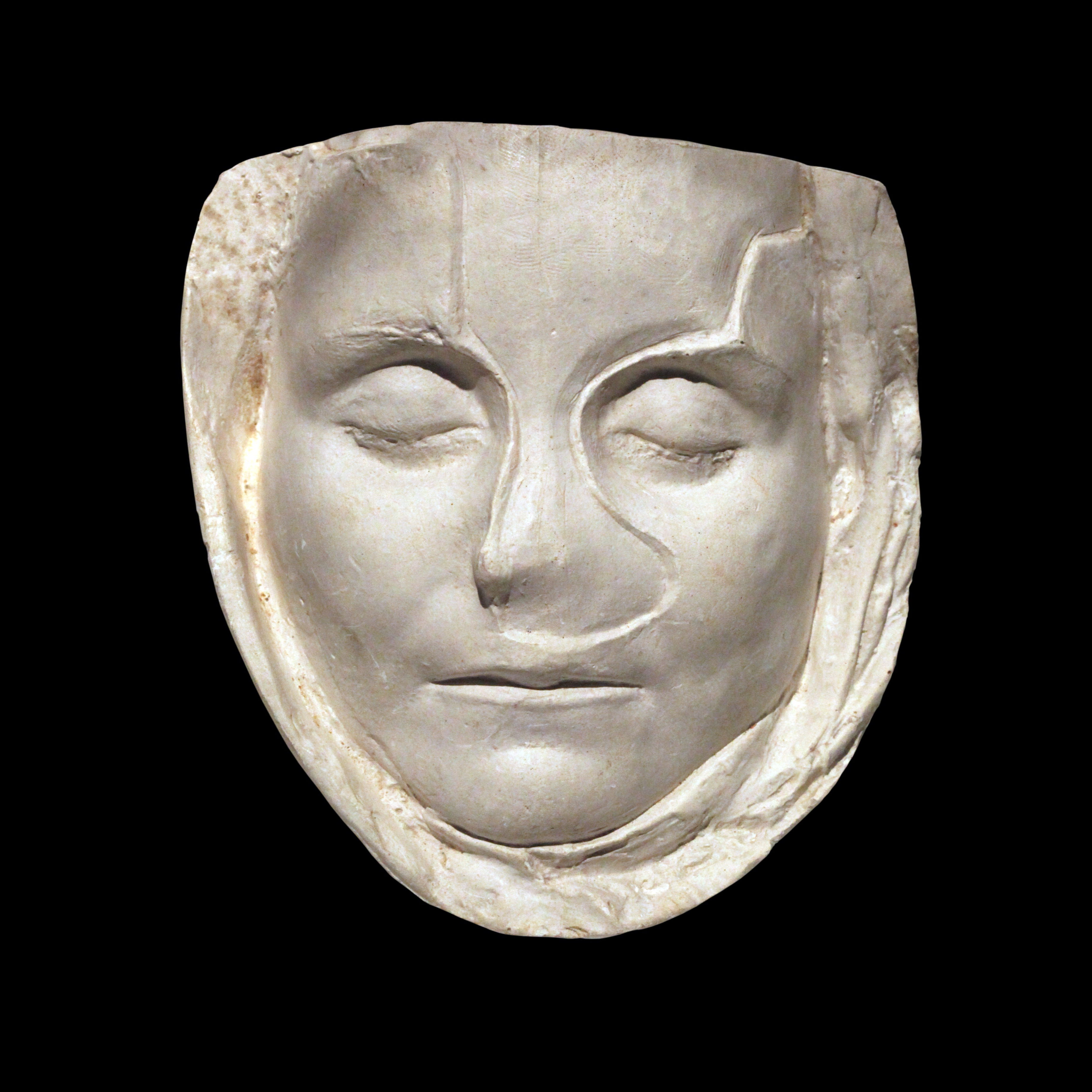
Rzymska maska (odlew gipsowy) zmarłej dziewczynki

Maski przodków (łac. imagines – dosł. „wyobrażenia”, imagines maiores) – pośmiertne portrety przodków gromadzone i przechowywane przez dostojne rzymskie rody (patrycjuszowskie).
Pierwotnie wykonywano je z wosku (później także z gipsu), prawdopodobnie jako odlew z oblicza zmarłego. Na stałe umieszczane były w atrium, tablinum lub w domowej bibliotece, eksponowane w miejscu specjalnie na to przeznaczonym: szafie (armarium) bądź w kapliczce bóstw domowych (lararium). Spełniały tam rolę prestiżowo-dekoracyjną jako rodzaj prezentowanej obcym galerii przodków. Każdą z nich dekorowano wieńcem laurowym z inskrypcją podającą imię zmarłego wraz z jego tytułami i zasługami; poszczególne wyobrażenia ozdobnie łączono liściastymi girlandami, które odnawiano w dni świąteczne. 
Prawo do nich mieli wyłącznie obywatele rzymscy, których przodkowie pełnili wyższe urzędy (kurulne i posiadali prawo zasiadania w senacie. Sporządzanie tych podobizn rozpowszechniło się ok. 300 p.n.e., po odkryciu dokonanym przez Lizystrata, brata Lizypa, który jako pierwszy wykonał odlew twarzy. Zachowane oryginalne maski woskowe odnaleziono w Cumae, wiadomo jednak, że wykonywano je też z drewna i terakoty. 
Podczas uroczystości pogrzebowych głowy rodziny (pater familias – gdyż wyłącznie jemu przysługiwało prawo sporządzenia maski) podobizny przodków niesiono w żałobnym kondukcie i okazywano w trakcie obrzędów dla podkreślenia symbolicznej obecności całego rodu, a ich liczba miała poświadczać jego starożytność. Często podczas pogrzebu umyślnie wynajęci i odpowiednio dobrani odtwórcy występowali w maskach antenatów (imagines maiorum), ukazujących z dokładnością rysy przodków zmarłego, spektakularnie uosabiając w ten sposób korowód protoplastów rodu. Obyczaj ten podtrzymywano najdalej do III wieku p.n.e.
Wiadomości o nim przekazali erudyta Pliniusz (Historia naturalna XXXV, 6; 153) i historyk Polibiusz (Dzieje VI, 53). Powszechnie przyjmuje się, że sporządzane dla celów na wpół rytualnych podobizny przodków odegrały istotną rolę w kształtowaniu i rozwoju wczesnorzymskiej sztuki portretowej. 
W nauce kontrowersyjne pozostawało jednak zagadnienie, czy późniejszy rzymski portret werystyczny ma ścisły związek z praktyką zdejmowania woskowych masek zmarłych, a wobec tego, czy stanowi specyficzną odmianę rzeźby portretowej, będącej rodzimym wynalazkiem Rzymian. Powiązaniem tym wyjaśniano zaistnienie w rzeźbie republikańskiej od I wieku p.n.e. grupy niezwykle realistycznych portretów starych mężczyzn, które cechowały się szczególną dokładnością rysów twarzy, bez pomijania nawet mankamentów oblicza. Teorią tą przez długi czas przekonująco tłumaczono uderzający realizm męskiego portretu z czasów Republiki, a koronnym świadectwem stał się posąg tzw. Togatusa Barberini (znanego również jako Rzymianin z portretami przodków), gdzie wizerunek trzymany swobodnie w lewej ręce statuy uznano za woskową maskę antenata, a oparty na ozdobnej podporze – za kamienne popiersie.   
W toczonym sporze zwrócono jednak uwagę, że choć wśród późniejszych marmurowych podobizn „niektóre z pewnością są wykonane pośmiertnie z natury”, to „mechaniczna technika odlewu nie mogła dać początku prawdziwemu dziełu sztuki”, do jakich zalicza się np. najstarsze portretowe wyobrażenie tzw. Brutusa, powstałe przypuszczalnie ok. 300 p.n.e., którego twórca czerpał z najwidoczniej z wzorów etruskich. Przeczą również temu dojrzałe portrety fizjonomiczne obecne w sztuce hellenistycznej i etruskiej w okresie III–I w. p.n.e. (np. anonimowa głowa z Delos), pośrednio dowodzące silnego wpływu obcego na rzeźbę Rzymian, którzy mogli dokonać jedynie udoskonalenia portretu, jaki zaistniał dopiero w I wieku p.n.e. W świetle aktualnych ustaleń historyków sztuki zasadny jest wniosek, że „skontaminowane etrusko-greckie pochodzenie głów wotywnych odcisnęło się także na wczesnym portrecie rzymskim”.